# Partecipazioni di Castell'Alfero al Palio di Asti
Il Comune di Castell'Alfero corre il Palio di Asti dal 1989. Di seguito sono elencati i piazzamenti ottenuti.

## Piazzamenti al Palio di Asti
| Palio | Fantino                          | Cavallo                 | Piazzamento                | Note                                                         | Rettore             |
| ----- | -------------------------------- | ----------------------- | -------------------------- | ------------------------------------------------------------ | ------------------- |
| 1989  | Giorgio Revello (Cagliostro)     | Giorgio                 | Eliminato in batteria.     |                                                              | Gianni Capellino    |
| 1990  | Roberto Tistarelli (Tista)       | Orchidea                | Eliminato in batteria.     | (scosso)                                                     | Gianni Capellino    |
| 1991  | Giulio Franco (Lince)            | New Heaven              | Eliminato in batteria.     |                                                              | Gianni Capellino    |
| 1992  | Martin Ballesteros (L'Argentino) | Sigeri (Giandouja)      | Eliminato in batteria.     |                                                              | Gianni Capellino    |
| 1993  | Mario Cottone (Truciolo)         | Jesienni Mroc (Flash)   | Eliminato in batteria.     | (scosso)                                                     | Gianni Capellino    |
| 1994  | Claudio Bandini (Leone)          | Matta per Amore         | 9º (Acciuga)               |                                                              | Gianni Capellino    |
| 1995  | Paolo Ragoni (Paolino)           | Star Height (Bilancina) | Eliminato in batteria.     |                                                              | Gianni Capellino    |
| 1996  | Gianluca Moretti                 | Allez Reef (Filippope)  | Eliminato in batteria.     |                                                              | Gianni Capellino    |
| 1997  | Claudio Bandini (Leone)          | Pierino                 | 1º (Palio)                 |                                                              | Piero Berrino       |
| 1998  | Claudio Bandini (Leone)          | Pierino (Pierino Bis)   | 1º (Palio)                 |                                                              | Piero Berrino       |
| 1999  | Claudio Bandini (Leone)          | Pierino                 | 6º                         |                                                              | Piero Berrino       |
| 2000  | Claudio Bandini (Leone)          | Venerdì                 | 6º                         | Palio del Giubileo                                           | Piero Berrino       |
| 2000  | Antonio Migheli (Il Conte)       | Venerdì                 | 4º (Gallo)                 | (scosso) - Palio ordinario                                   | Piero Berrino       |
| 2001  | Dino Pes (Velluto)               | Venerdì                 | 4º (Gallo)                 |                                                              | Piero Berrino       |
| 2002  | Dino Pes (Velluto)               | Venerdì                 | Eliminato in batteria.     |                                                              | Piero Berrino       |
| 2003  | Giancarlo Bergamaschi (Aquila)   | La Prealpina            | Eliminato in batteria.     |                                                              | Piero Berrino       |
| 2004  | Dino Pes (Velluto)               | La Prealpina            | Eliminato in batteria.     |                                                              | Piero Berrino       |
| 2005  | Gianluca Fais                    | Golden Eagle            | 8º (Acciuga)               | Finale a 8 cavalli                                           | Sergio Ravizza      |
| 2006  | Gianluca Fais                    | Pipperone               | 4º (Gallo)                 |                                                              | Sergio Ravizza      |
| 2007  | Gianluca Fais (Vittorio)         | Metacomet (Questo)      | Eliminato in batteria.     |                                                              | Sergio Ravizza      |
| 2008  | Gianluca Fais (Vittorio)         | Linda (Aneres)          | Eliminato in batteria.     | (scosso)                                                     | Sergio Ravizza      |
| 2009  | Gianluca Fais (Vittorio)         | Green Spirit (Madrina)  | Non classificato in finale | Infortunio al cavallo al 2º giro                             | Sergio Ravizza      |
| 2010  | Claudio Bandini (Leone)          | Gigi                    | Eliminato in batteria      |                                                              | Sergio Ravizza      |
| 2011  | Francesco Caria (Tremendo)       | Giambi                  | 3º (Speroni)               |                                                              | Sergio Ravizza      |
| 2012  | Claudio Bandini (Leone)          | Oasi (Liquirizia)       | Eliminato in batteria      |                                                              | Alessandro Filippa  |
| 2013  | Federico Arri                    | La Preferita            | Eliminato in batteria      | Palio rinviato al giorno successivo                          | Alessandro Filippa  |
| 2014  | Enrico Bruschelli (Bellocchio)   | Il Blasco               | Eliminato in batteria      |                                                              | Fernando Tognin     |
| 2015  | Alberto Ricceri (Salasso)        | Ruchè Sauvage           | Eliminato in batteria      |                                                              | Fernando Tognin     |
| 2016  | Nicholas Saccu (Riscatto)        | Principe monello        | Eliminato in batteria      |                                                              | Fernando Tognin     |
| 2017  | Donato Calvaccio (Il musico)     | Giandujot / Unidos      | Eliminato in batteria      |                                                              | Paolo Tognin        |
| 2018  | Donato Calvaccio (Il musico)     | Nadrag                  | Eliminato in batteria      |                                                              | Paolo Tognin        |
| 2019  | Gianluca Fais (Vittorio)         | Qui Pro Quo             | 2º Classificato            | Palio Straordinario: Corsa secca tra i 7 Comuni partecipanti | Fabrizio D'Agostino |
| 2020  | -                                | -                       | -                          | Palio non disputato causa emergenza COVID 19                 | Fabrizio D'Agostino |
| 2021  | -                                | -                       | -                          | Palio non disputato causa emergenza COVID 19                 | Fabrizio D'Agostino |
| 2022  | Gianluca Fais (Vittorio)         | Vanadio da Clodia       | Eliminato in batteria      |                                                              | Fabrizio D'Agostino |
| 2023  | Alessio Migheli (Girolamo)       | Arsenicolupin           | Eliminato in batteria      |                                                              | Fabrizio D'Agostino |
| 2024  | Francesco Caria (Tremendo)       | Zodiaca                 | 7º classificato            | (scosso)                                                     | Fabrizio D'Agostino |

## Statistiche ritardi
| Posizione arrivo           | Anno | Ritardo              | Note                                                                          |
| -------------------------- | ---- | -------------------- | ----------------------------------------------------------------------------- |
| 1º posto                   | 1998 | 26 anni e 209 giorni |                                                                               |
| 2º posto                   | 2019 | 5 anni e 228 giorni  | Palio straordinario: corsa secca tra i 7 Comuni partecipanti al Palio di Asti |
| 3º posto                   | 2011 | 13 anni e 211 giorni |                                                                               |
| 4º posto                   | 2006 | 18 anni e 212 giorni |                                                                               |
| 5º posto                   |      |                      | mai classificato in questa posizione                                          |
| 6º posto                   | 2000 | 24 anni e 310 giorni | Palio del Giubileo                                                            |
| 7º posto                   | 2024 | 0 anni e 228 giorni  |                                                                               |
| 8º posto                   | 2005 | 19 anni e 211 giorni |                                                                               |
| 9º posto                   | 1994 | 30 anni e 211 giorni |                                                                               |
| non classificato in finale | 2009 | 15 anni e 209 giorni |                                                                               |
| eliminato in batteria      | 2023 | 1 anno e 226 giorni  |                                                                               |